# Зачарований малюнок
«Зачарований малюнок» (англ. The enchanted drawing) — німий короткометражний фільм режисера Джеймса Стюарта Блектона. Фільм знятий на студії Вайтограф. Прем'єра відбулася 16 листопада 1900 року.

## У ролях
- Джеймс Стюарт Блектон — художник

## Сюжет
Художник малює голову та обличчя. Потім малює капелюх на голові, пляшку вина, келих і сигарету в роті. Потім художник бере предмети на полотні.

## Художні особливості
У фільмі вперше використано комбіновану анімацію.